# Partillekuriren
Partillekuriren var en lokal dagstidning, som kom ut en gång i veckan. Tidningen gavs ut 29 januari 1970 till 16 december 1970, som sen blev en del i Västkusttidningen.

## Redaktion
Redaktionsort var hela tiden Göteborg. Tidningen politiska färg är okänd. Den uppgår enligt uppgift i Västkusttidningen den 20 januari 1971. Tidningens fullständiga titel var Partillekuriren Lokaltidning för Jonsered, Partille, Sävedalen samt Robertshöjd i Göteborg.
| Period                 | Ansvarig utgivare | Period                 | Redaktör          |
| 1970-01-29--1970-12-16 | Lisshammar, Jon-E | 1970-01-29--1970-12-16 | Lisshammar, Jon-E |

## Tryckning
Tidningsförlaget aktiebolaget Västkusttidningar i Göteborg var utgivare. Tidningen trycktes bara i svart på en satsyta 38x25 (tabloid). Tidningen hade 12 sidor. Tryckeriet hette Stockholms tidningsaktiebolag  i Göteborg. Utgivningsfrekvens var en gång i veckan först torsdagar sedan onsdagar. Typsnittet var antikva. Priset för tidningen 15 kronor .Upplagan var 11 000 enligt tidningen 29 januari 1970.